# هنري بيلنغز
هنري بيلنغز (بالإنجليزية: Henry Billings)‏ هو رسام أمريكي، ولد في 13 يوليو 1901، وتوفي في 1 أكتوبر 1985 في ساغ هاربور في الولايات المتحدة.